# Delta Phoenicis
Delta Phoenicis (δ Phoenicis, förkortat Delta Phe, δ Phe)  som är stjärnans Bayerbeteckning, är en ensam stjärna belägen i den västra delen av stjärnbilden Fenix. Den har en skenbar magnitud på 3,93 och är synlig för blotta ögat. Baserat på parallaxmätning inom Hipparcosuppdraget på ca 23,0 mas, beräknas den befinna sig på ett avstånd på ca 142 ljusår (ca 44 parsek) från solen.

## Egenskaper
Delta Phoenicis är en gul till vit jättestjärna av spektralklass G8.5 IIIb. Det är en röd jättestjärna och har nått ett skede i sin utveckling där den genererar energi genom fusion av helium i dess kärna. Den har en massa som är ca 50 procent större än solens massa, en radie som är ca 10,5 gånger större än solens och utsänder från dess fotosfär ca 60 gånger mera energi än solen vid en effektiv temperatur på ca 4 760 K.